# R136a2
Désignations
R136a2 (ou RMC 136a2) est une étoile Wolf-Rayet résidant près du centre de l'amas R136, la concentration centrale d'étoiles du grand amas ouvert NGC 2070 dans la nébuleuse de la Tarentule située dans le Grand Nuage de Magellan. Elle est l'une des étoiles observées les plus massives, pesant environ 195 M☉.

## Découverte
En 1960, un groupe d'astronomes travaillant à l'observatoire Radcliffe de Pretoria effectuait des mesures systématiques de la luminosité et des spectres d'étoiles brillantes dans le Grand nuage de Magellan. Des observations ultérieures ont montré que R136 était situé au centre d'une région géante H II qui était un centre de formation d'étoiles intense à proximité immédiate des étoiles observées.

## Distance
La plupart des estimations supposent que R136 se trouve à la même distance que le Grand Nuage de Magellan (LMC), 163 000 années-lumière. La distance la plus précise par rapport au LMC est 49,97 kpc, obtenue à partir d’une comparaison des dimensions angulaires et linéaires des étoiles binaires à éclipses.

## Propriétés
Comme toutes les étoiles Wolf-Rayet, R136a2 subit une perte de masse importante due à un vent stellaire rapide. L'étoile perd 4,6 × 10−5 M☉ par an à cause d'un vent stellaire d'une vitesse de 2 400 km/s. La masse élevée de l'étoile comprime et chauffe le noyau et favorise la fusion rapide de l'hydrogène principalement par le cycle CNO. Le taux de fusion est si élevé qu'en 10 secondes, R136a2 produit plus d'énergie que le Soleil en un an. C'était peut-être une étoile de 240 M☉ au moment de sa naissance et elle aurait perdu jusqu'à 40 M☉ au cours des 2 millions d'années écoulées[réf. souhaitée]. R136a2 serait plus de 4 millions de fois plus lumineuse que le Soleil.
Bien que l’étoile soit l’une des plus massives connues, elle a un rayon de 23,4 soleils et un volume de 13 000 soleils, bien plus petite que les plus grandes étoiles telles que UY Scuti. En raison de sa température élevée, environ 53 000 K, elle émet la majeure partie de son énergie dans la région ultraviolette du spectre électromagnétique. Sa magnitude apparente est de 12,34.

## Futur
R136a2 est si puissante qu'elle a déjà perdu une fraction importante de sa masse initiale, même si elle n'a que quelques millions d'années[réf. souhaitée]. Elle est toujours dans la séquence principale, fusionnant l'hydrogène en son noyau. Son destin dépend de la quantité de masse qu'elle perd avant que son noyau ne s'effondre, mais il est probable qu'il en résulte une supernova. Les modèles les plus récents suggèrent que les étoiles les plus massives explosent sous la forme d'une supernova de type Ic, bien que des résultats différents soient possibles pour les étoiles binaires. Certaines de ces supernovas devraient produire un type de sursaut gamma et le résultat attendu est un trou noir.